# Городецкое (Северо-Казахстанская область)
Городецкое (каз. Городецкое) — село в районе Шал акына Северо-Казахстанской области Казахстана. Административный центр Городецкого сельского округа. Расположено примерно в 25 км к юго-западу от Сергеевки. Код КАТО — 595637100.

## История
Основано в 1908 г. переселенцами из Самарской губернии. В 1929 г. организован колхоз "Свободная жизнь", с 1962 г. — центральная усадьба совхоза «Городецкий».

## Население
В 1999 году население села составляло 863 человека (414 мужчин и 449 женщин). По данным переписи 2009 года, в селе проживало 585 человек (289 мужчин и 296 женщин).